# Alex Song
Alexandre Song Billong (Douala, 9. rujna 1987.) bivši je kamerunski nogometaš i reprezentativac. Nećak je Rigoberta Songa.

## Vanjske poveznice
- Profil na Arsenal.com
- Profil na 4thegame.com